# Ałtyn-Tag
Ałtyn-Tag (chiń. upr. 阿尔金山脉; pinyin Ā’ěrjīn Shānmài) – łańcuch górski w zachodnich Chinach, północne odgałęzienie Kunlunu rozdzielające Kotlinę Kaszgarską od Kotliny Cajdamskiej. Rozciąga się na długości ok. 800 km. Najwyższy szczyt w łańcuchu wznosi się na wysokość 6295 m n.p.m. (według innych danych 6161 m n.p.m.). W południowo-zachodniej części łańcucha znajdują się liczne silnie rozczłonkowane pasma, które wznoszą się ponad 6000 m n.p.m. i pokryte są wiecznym śniegiem oraz lodowcami górskimi. Część północno-wschodnia obejmuje szereg masywów o wysokości powyżej 5000 m n.p.m. W części centralnej wysokości nie przekraczają 4000 m n.p.m. Zbocza opadające ku Kotlinie Kaszgarskiej są strome i spływają z nich liczne rzeki, natomiast zbocza opadające ku Kotlinie Cajdamskiej są stosunkowo łagodne. U podnóży mieszczą się kamieniste pustynie, w wyższych partiach zaś suche stepy górskie i łąki alpejskie. Góry zostały sfałdowane w orogenezie hercyńskiej, a następnie wypiętrzone wzdłuż uskoków podczas fazy kimeryjskiej orogenezy alpejskiej. Zbudowane są głównie ze starych gnejsów i łupków krystalicznych. Występują złoża chromitu, rudy żelaza, ołowiu, cynku, niklu i platyny.